# Illyefő
Illyefő (más néven Ilcs, vagy Ilacsa, horvátul: Ilača) falu Horvátországban Vukovár-Szerém megyében. Közigazgatásilag Felsőtárnokhoz tartozik.

## Fekvése
Vukovártól légvonalban 20, közúton 26 km-re délkeletre, községközpontjától 4 km-re nyugatra, a Nyugat-Szerémségben, a Vinkovcéről Szávaszentdemeterre menő főút mentén, Felsőtárnok és Banovci között fekszik. 

## Története
A település első írásos említése Horváti János macsói bán 1379. március 28-án kelt oklevelében, nemesi névben („Helyefeu-i Dénes fia Pál”) történt. 1446-ban az országnagyok által kiállított oklevélben ugyancsak nemesi névben („Illyefői Bordahas László”) szerepel. 1447-ben a boszniai káptalan oklevelében ugyanennek a nemesi névnek a részeként („Illyefői Bordahaso László” tanú (határos)) találjuk. 1458-ban Újlaki Miklós szlavón  bán oklevelében „Ellyefw”, 1481-ben Mátyás király oklevelében „Hilythfew”, 1482-ben a király egy másik oklevelében „Hyliefew” névváltozatban találjuk. Részben az atyai erősséghez tartozott.
 A török 1526-ban, Valkóvár eleste után szállta meg és 1691-ig volt török uralom alatt.
A felszabadulás után kamarai birtok lett. Ezután a Kuffstein, majd 1736-tól az Eltz család volt a birtokosa. A 18. században katolikus horvát családok települtek be, akik felépítették Szent Jakabnak szentelt fatemplomukat, mely a felsőtárnoki plébánia filiája lett. A mai templomot 1763 és 1781 között építették. Az első katonai felmérés térképén „Illach” néven található. Lipszky János 1808-ban Budán kiadott repertóriumában „Illacs” néven szerepel. Nagy Lajos 1829-ben kiadott művében „Illacs” néven 142 házzal, 1258 katolikus és 9 ortodox vallású lakossal találjuk.
A településnek 1857-ben 727, 1910-ben 1373 lakosa volt. Szerém vármegye Sidi járásához tartozott. Az 1910-es népszámlálás adatai szerint lakosságának 54%-a horvát, 33%-a német, 9%-a magyar, 2%-a ruszin anyanyelvű volt. A település az első világháború után az új szerb-horvát-szlovén állam, majd később (1929-ben) Jugoszlávia része lett. 1941 és 1945 a Független Horvát Államhoz tartozott, majd a szocialista Jugoszlávia fennhatósága alá került. A második világháború végén a német lakosság nagy része elmenekült a partizánok elől. Az itt maradtakat a kommunista hatóságok kollektív háborús bűnösökké nyilvánították, minden vagyonuktól megfosztották és munkatáborba zárták. Az életben maradtakat később Németországba és Ausztriába telepítették ki. 1946-ban az ország más részeiről szállítottak ide elszegényedett horvát családokat, akik megkapták az elűzött németek házait. 1991-től a független Horvátország része. 1991-ben lakosságának 95%-a horvát, 1-1%-a szerb, jugoszláv és magyar nemzetiségű volt. A horvátországi háború során elfoglalták a szerb csapatok, akik a nem szerb lakosságot kitelepítették, a plébániatemplomot pedig a falu nagy részével együtt lerombolták. A lakosság csak 1997-ben térhetett haza. A falunak 2011-ben 859 lakosa volt.

## Népessége

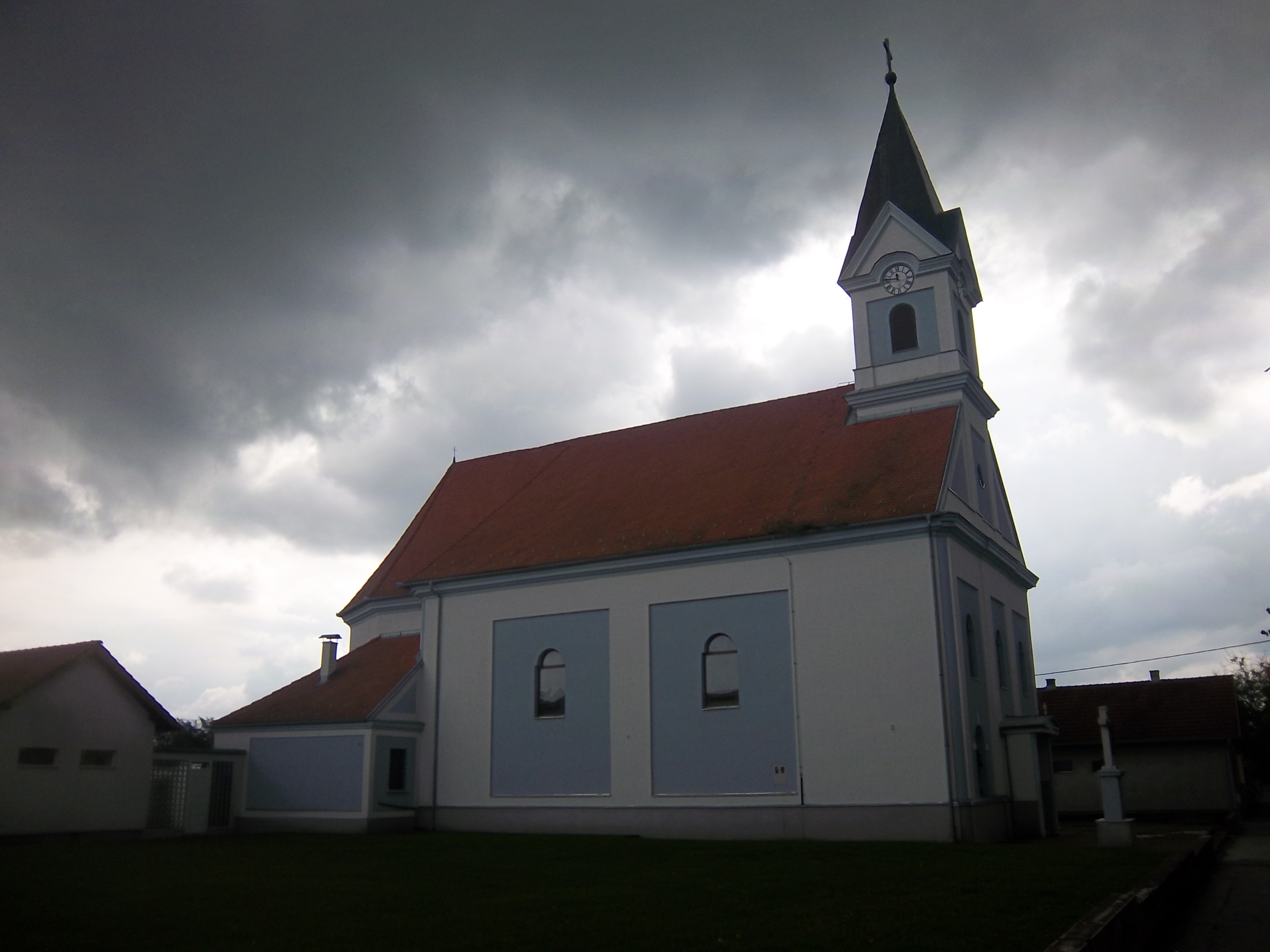
A római katolikus plébániatemplom

| Lakosság változása | Lakosság változása | Lakosság változása | Lakosság változása | Lakosság változása | Lakosság változása | Lakosság változása | Lakosság változása | Lakosság változása | Lakosság változása | Lakosság változása | Lakosság változása | Lakosság változása | Lakosság változása | Lakosság változása | Lakosság változása |
| ------------------ | ------------------ | ------------------ | ------------------ | ------------------ | ------------------ | ------------------ | ------------------ | ------------------ | ------------------ | ------------------ | ------------------ | ------------------ | ------------------ | ------------------ | ------------------ |
| 1857               | 1869               | 1880               | 1890               | 1900               | 1910               | 1921               | 1931               | 1948               | 1953               | 1961               | 1971               | 1981               | 1991               | 2001               | 2011               |
| 727                | 1.028              | 1.039              | 1.181              | 1.324              | 1.373              | 1.317              | 1.510              | 1.349              | 1.554              | 1.691              | 1.327              | 1.167              | 1.239              | 1.009              | 859                |

## Nevezetességei
- Szent Jakab apostol tiszteletére szentelt római katolikus templomát 1763 és 1781 között építették. 1941-ben elvált a tárnoki plébániától és önálló plébánia székhelye lett. A templomot története során többször újjáépítették. A horvátországi háború alatt a plébániatemplomot és a plébániaházat elpusztították és kifosztották. A száműzetésből való visszatérés után a lakosság mintegy 70% -a visszatért szülőhelyére.

- A Nagyboldogasszony szentély, melyet Strossmayer püspök jóváhagyásával létesítettek.

### A kegyhely története
1865-ben, pontosabban Glušnica (nagyböjt ötödik hete) vasárnapján, a helyi Petar Lazanin, miközben nyáját a legelőre vezette, észrevette, hogy az út egy forrás vizétől nedves. Ugyanezen az éjszakán Đuka Ambrušević álmában látta Miasszonyunkat, fején fehér koronával bal karjában gyermekével aki azt mondta neki, hogy a forrás az övé és el kell kerítenie, nehogy a közeli legelőn legelésző szarvasmarhák átjöjjenek ide. A forrást elkerítették és megérkeztek hozzá az első zarándokok. Ez volt az első, a Lourdes-i jelenés után fakadó forrás, mely a mai napig se száradt ki. A forrásnál rendszeresen imádkoztak, de mivel az egyházi hatóságok nem hagyták jóvá az áhítatot az akkori plébános Antun Matić kifejezetten megtiltotta azt. 
Ennek ellenére egyre nagyobb számban érkeztek a hívek és a forrásnál a Szűzanya képe került elhelyezésre. Hamarosan csodás események kezdtek történni az ide zarándoklókkal. A vízben megmosakodott betegek közül többen meggyógyultak és ez csak tovább vonzotta ide a hívőket. A falu népe hamarosan kérlelni kezdte Antun Matićot, hogy járjon közbe a püspöknél a Miasszonyunk szobrának a forrás melletti felállításához, amelyet Josip Juraj Strossmayer püspök 1865. július 17-én hagyott jóvá. Már az első évben elérte a zarándokok száma a tízezret. Mindezen események hatására a püspöki székhelyen, Diakováron a püspöki ordinátusok kivizsgálták az ilacsai eseményeket. Kezdetben nem találtak megbízható bizonyítékot az imameghallgatásokra és a gyógyulásokra. Később eskü alatti vallomásokat tett tanúk jelentek meg. A kegyhely jóváhagyása után a forrást kiépítették a betegek számára. 1866-ban a kegyszobor megvásárlásához összegyűjtött pénzeszközök maradványából és a zarándokok ajándékaiból megkezdődött a kápolna építése. 1867-ben megkezdődött egy nagyobb templom építése, amely ma is áll. 

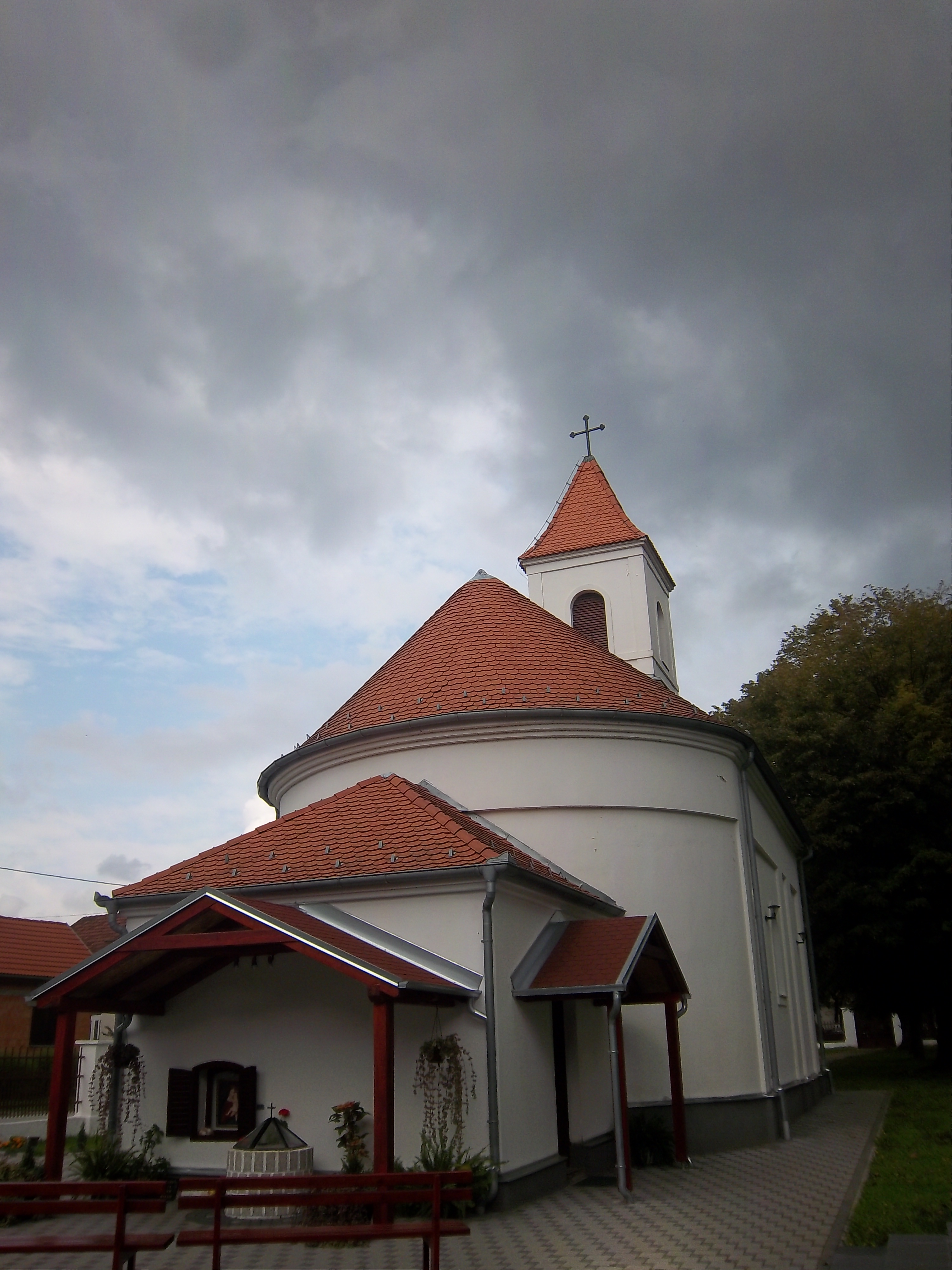
A kegytemplom

A templom három év alatt épült fel és 1870. augusztus 15-én áldották meg sok zarándok jelenlétében. Az oltárképet egy vukovári fazekas adományozta gyógyulásának hálájából. Az oltár közepén az ilacsai Miasszonyunk alakja látható gyermekével a jobb kezén. Mögötte nagy arany sugarak láthatók. Az oltár mögött hagyták a hívek a magukkal hozott mankóikat, amelyre nevüket és betegségük nevét írták, hogy a hála jele legyen a Miasszonyunknak a gyógyulásért. 1878-ban egy kisebb házat építettek a szentély hátulján, amelyet két részre osztottak. A baloldalon egy tágas szoba volt, amely zarándokok szálláshelyeként szolgált. A jobboldalon három fürdő készült azoknak a betegeknek, akik betegségük miatt gyógyító hatást találtak a Miasszonyunk forrásának vízében. A teret 1890-ben bekerítették és a kerítésbe a keresztút állomásait építették. 1912-ben a régi kápolna helyén megépült a mai sekrestye, mellette van a Miasszonyunk forrása, amelyet egy kúttal zártak le. A kút fölött a fülkében egy Szűzanya kép található. Maga a templom egy tágas park közepén helyezkedik el, ahova nyárfákat ültettek.
1923-ban megvizsgálták a forrásvizet és megerősítést nyert, hogy a víz teljesen természetes eredetű, kis sótartalommal, tehát a gyógyulások Miasszonyunk közbenjárásának tulajdoníthatók. 1931-ben kőbarlang épült a templom és a ház között. Az ilacsai Miasszonyunk barlangját a celjei Milož Hokvjec készítette, a Boldogságos Szűz Mária szobrát pedig a pleterjei karthauzi szerzetes Wolfgang Kogler készítette. Hamarosan a szentély kibővült és a szentmisék helye kissé távolabb került a Szűzanya kútjából. Akšamović püspök volt az első a püspökök közül, aki elzarándokolt ide, ezáltal megerősítve az egyház hivatalos elismerését, amelyet ez a kegyhely szerzett a keresztény hit fejlődésében. 
A horvátországi háború alatt (1991-1998) a szerbek a falut elfoglalták és megsemmisítették. A szakrális épületeket (plébániatemplom, hittanterem és plébánia), valamint magát a szentélyt is megsemmisítették. Az oltárkép eltűnt, csakúgy, mint a harangok a kápolnából. A száműzetésből való visszatérés után a falut újjáépítették és a hívek évről-évre nagyobb számban tértek vissza elpusztított szülőföldjükre. A plébánosok a hívők hathatós segítségével állították helyre a szakrális épületeket. A kegyhely ismertsége tovább nőtt a „Draga Gospa Ilačka“ című dokumentumfilm sugárzása után. Nagyboldogasszony ünnepére ma is minden évben horvátországi és külföldi hívők tízezrei gyűlnek össze itt.
- Illyefő és Csótnémeti között feküdt egykor Ivanci falu, melynek a második világháború elején körülbelül 80 háza és több mint 300 lakosa volt. Fiatalabb helyiek csatlakoztak a Nemzeti Felszabadító Háborúhoz, a faluban maradók pedig aktívan támogatták a Népi Felszabadító Mozgalmat. Ezért 1943. november 30-án a német hadsereg harckocsikkal elpusztította a falut, és megölte a menedéket nem találó helyieket. A bűncselekmény után a falut nem építették újjá. Az egykori falu végén 1956-ban emléksírt állítottak az elesett helybeliek emlékére. A német hadsereg megtorlásának áldozatairól konkrétan nem számoltak be, és a közös sírban lévő maradványok pontos száma sem ismert. Ezt az első emléksírt lapos betonlap borította, fölötte két kisebb, az áldozatok nevével vésett táblát helyeztek el. Az emlékmű keskeny pilonjai között elhelyezett táblákra 85 nevet véstek. A középső, legnagyobb pilon tetején egy kisebb csillagot helyeztek el. Az emlékművet 1984-ben újratervezték. Ekkor egy új és szélesebb betonlapot helyeztek el a sír sekély talapzatán. Márványból emléktáblákat készítettek az áldozatok neveivel, az emléktábla tetejére pedig egy új és nagyobb ötágú csillag került. Az ivanci emlékhelyen ma emléktáblával ellátott emléksír, az emlékműhöz vezető bekötőút és az emlékmű körüli liget található. Ma az egykori falu helyén szántóföld terül el.[14]

## Kultúra
A KUD „Matija Gubec” kulturális és művészeti egyesület rendezésében tartják meg évente a „Međunarodna smotra tradicijskih glazbala” népzenei fesztivált. Az egyesület tagjainak többsége helyi fiatal. Minden évben részt vesznek a Vinkovcei ősz fesztiválon és számos más kulturális eseményen. Egyházi kórusuk és ifjúsági kórusuk van, a kulturális örökséget egy pedig férfi énekes csoport őrzi.

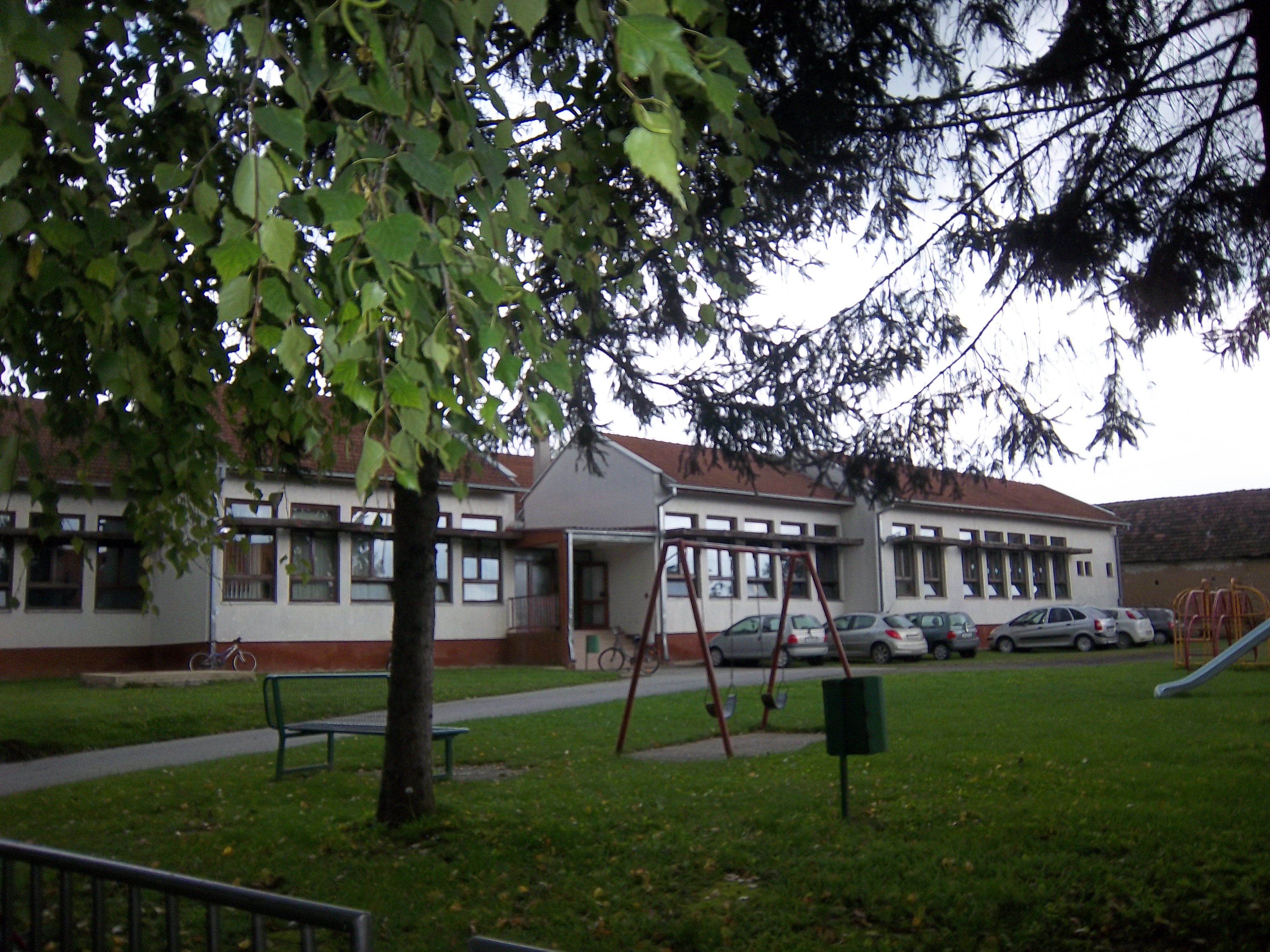
Az általános iskola épülete

## Oktatás
A településen nyolcosztályos általános iskola működik.

## Sport
- NK Sremac Ilača labdarúgóklub. A klubot 1922-ben „Croatia” néven alapították. 1941-ben nevét „Sremac”ra, majd 1991-ben „Graničar”ra változtatták, végül 1998-ban visszakapta a Sremac nevet. A csapat a megyei 2. ligában szerepel.

- TK Ilača teniszklub

## Galéria
- A kegyhely kútja
- A szabadtéri szertartások helye
- A kegytemplom képe
- A Miasszonyunk szobra
- A plébániatemplom homlokzata
- A kegytemplom homlokzata